# Stapeley and District
Stapeley and District är en civil parish i distriktet Cheshire East, i grevskapet Cheshire, i England. Civil parish är belägen 6 km från Crewe. Det inkluderar Butt Green och Stapeley. Civil parishen inrättades den 1 april 2023.